# Nikka Costa
Nikka Costa, pseudonimo di Domenica Costa (Tokyo, 4 giugno 1972), è una cantante statunitense. È figlia del compositore-arrangiatore Don Costa e della cantante Terry Ray. Ha, da parte del padre, due fratellastri: Tano Costa (batterista) e Nancy Lee Costa (cantante); come padrino ha avuto Frank Sinatra. Grazie alle molte connessioni del padre nel mondo della musica,  durante la sua infanzia fu circondata da musicisti famosi e viaggiò per tutto il mondo con il padre stesso.

## Biografia

### 1972-1990
Nata a Tokyo, in Giappone, a 5 anni registrò un singolo con il cantante hawaiano Don Ho. I produttori italiani Danny B. Besquet e Tony Renis stavano lavorando con suo padre per l'album Don Costa Plays the Beatles ed ebbero l'ispirazione di far cantare Nikka, mentre suo padre suonava la chitarra acustica. L'album fu ben accolto in Europa e Nikka divenne nota come attrice-bambina. A 9 anni la Costa cantò con Frank Sinatra in un'apparizione sul prato della Casa Bianca.
La sua carriera di cantante iniziò nel 1981 con la registrazione della canzone (Out Here) On My Own, già nota negli Stati Uniti d'America in quanto parte della colonna sonora del film Saranno famosi, interpretata da Irene Cara. Il singolo, registrato a Milano con il direttore d'orchestra Victor Bach e prodotto da Danny B. Besquet e Tony Renis, ha trascorso quattordici settimane al 1º posto in Italia, nove settimane al 1º posto in Spagna e cinque settimane al 1º posto in Francia. La canzone inoltre ha anche raggiunto il 7º posto in Svizzera e il 32º nei Paesi Bassi.
La canzone non fu promossa negli Stati Uniti, volutamente evitati da Don Costa che voleva mantenere l'infanzia della figlia lontana dai possibili eccessi derivanti da un mercato sovradimensionato come quello statunitense. Deus ex machina dell'intera produzione fu Tony Renis, amico della famiglia Costa e talent scout che, infatti, la lanciò inizialmente sul mercato italiano. Il suo secondo album Fairy Tales (Cuentos de hadas) è stato pubblicato nel 1983. Don Costa morì a causa di un attacco cardiaco poco dopo la registrazione dell'album. Dopo un lungo periodo di ritiro dalle scene cominciato con la morte del padre (avvenuta nel 1983), registrò l'album pop Here I Am... Yes, It's Me (Loca tentación) pubblicato, per adempiere ad un obbligo contrattuale, nel 1989.

### 1990-1996
Nel 1990 partecipò al Festival di Sanremo in cui, abbinata a Mietta e Amedeo Minghi, si esibì con All for the Love (versione inglese di Vattene amore) e successivamente avendo un tour col cantautore Stefano Sani. Dopo aver conseguito il diploma di scuola superiore, Costa ha deciso di allontanarsi dal pop e cambiare genere, avvicinandosi al funk e al soul, venendo influenzata da artisti della Motown. Trasferitasi in Australia, ha iniziato a scrivere le sue canzoni ed ha formato una funk band chiamata Little Mona & The Shag Daddies, che si sciolse dopo quattro concerti a Sydney.
Dopo lo scioglimento entrò nella band degli Sugarbone, che ha girato l'Australia nel 1994. Nikka descrive così la sua esperienza: «It was really scary to unveil it but the reaction was good. It helped my confidence.» («È stato davvero spaventoso mettersi in scena, ma la reazione è stata buona. Ha contribuito alla mia disinvoltura.»). Dopo gli Sugarbone, ha firmato per l'etichetta Mushroom e, nel 1996, ha pubblicato l'album Butterfly Rocket che ha raggiunto la Top 20. Il disco le fruttò una nomination per l'ARIA Music Awards Breakthrough Artist nel 1996 e un'altra per il MTV Europe Music Award alla miglior artista femminile nel 1997.

### 2000-2005
Nel 2000 la canzone Like A Feather è stata usata in una campagna pubblicitaria televisiva ed ha contribuito a lanciare la sua carriera musicale statunitense. L'album Everybody Got Their Something è stato pubblicato nel 2001 e ha raggiunto la posizione n.120 della Billboard 200, in questo album si trovano canzoni note come Like a Feather che è stato un successo anche radiofonico ed ha raggiunto il 53º posto nel Regno Unito, Push & Pull (inserito nella colonna sonora di Blow, con Johnny Depp), e Everybody Got Their Something, presente anche nel telefilm Buffy l'ammazzavampiri e nel film A proposito di Steve (All About Steve), del 2009, con Sandra Bullock e Bradley Cooper. Nel 2005, registra l'album Can'tneverdidnothin' che le permetterà di avviare collaborazioni con artisti come Prince e Lenny Kravitz.

### 2006-2008
Nel 2006 lei e suo marito Justin Stanley hanno registrato ed eseguito una colonna sonora di breve durata della sitcom Courting Alex, interpretata da Jenna Elfman.
Ha avuto una piccola partecipazione nell'album Here Comes the Fuzz di Mark Ronson, mentre quest'ultimo ha prodotto alcune delle canzoni di Nikka Costa. All'epoca sotto contratto con la Stax, il suo album Pebble to a Pearl viene pubblicato il 14 ottobre 2008. Nel 2010, ha pubblicato il singolo Ching Ching Ching in Europa. Questa canzone presenta un notevole cambiamento di genere passando dal precedente soul/funk all'elettropop. Il singolo ha raggiunto la posizione n.69 in Germania, il che ne ha fatto il primo singolo entrato nelle chart in Germania dai tempi del singolo On My Own, nel 1981.

### 2011-2017
Nel 2011 è stato pubblicato l'album intitolato Pro*Whoa!, la cui data di pubblicazione era stata fissata per la fine del 2010 ma è stata ritardata fino all'inizio del 2011, è stata coautrice della canzone Diamonds Made from Rain tratta dall'album Clapton di Eric Clapton (2010). Inoltre, la sua canzone Stuck to You dall'album Pebble to a Pearl, è stata utilizzata in un episodio della quinta stagione di Grey's Anatomy. Ha anche reinterpretato la canzone Kick, degli INXS (originariamente, tratta dal loro omonimo album del 1987) nel loro album Original Sin, pubblicato in digitale in Australia nell'ottobre del 2010, e negli Stati Uniti d'America nel mese di aprile 2011.
Nel 2017 presenta il singolo Nothing Compares 2 U, cover della canzone originariamente scritto e composto da Prince, successivamente portata al successo dalla cantante irlandese Sinéad O'Connor estratto dall'album Nikka & Strings, Underneath and in Between che uscirà a giugno ben sei anni dopo il precedente Pro*Whoa!.

## Vita privata
Nel 1992 ha sposato il produttore e compositore australiano Justin Stanley. Hanno una figlia, Sugar McQueen, nata il 13 settembre 2006, e un figlio, Suede, nato il 10 maggio 2013.

## Discografia

### Album
- 1981 - Nikka Costa
- 1983 - Fairy Tales
- 1989 - Here I Am... Yes, It's Me
- 1996 - Butterfly Rocket
- 2001 - Everybody Got Their Something
- 2004 - Can'tneverdidnothin'
- 2008 - Pebble to a Pearl
- 2011 - PRO★Whoa!
- 2017 - Nikka & Strings, Underneath and in Between
- 2024 - Dirty Disco

### EP
- 1996 - Live at the Bridge
- 2008 - Stuck To You
- 2011 - Daytrotter Session

### Singoli
- 1981 - (Out Here) On My Own
- 1981 - I Believe in Love (solo in Brasile)
- 1982 - You (solo in Spagna)
- 1982 - So Glad I Have You
- 1982 - Maybe
- 1983 - First Love (solo in Brasile e Spagna)
- 1983 - I Believe in Fairy Tales
- 1983 - Stay Daddy Stay
- 1989 - Don't Cry (con Pierre Cosso)
- 1989 - Renegade (Take My Breath Away)
- 1990 - Loca Tentación (solo in Spagna)
- 1990 - All for the Love (Vattene Amore) (solo in Italia e Belgio)
- 1996 - Master Blaster (solo in Australia)
- 1996 - Get Off My Sunshine (solo in Australia)
- 1996 - Treat Her Right (solo in Australia)
- 2001 - Like a Feather
- 2001 - Everybody Got Their Something
- 2001 - Push & Pull
- 2004 - I Don't Think We've Met
- 2005 - Till I Get to You
- 2008 - Stuck to You
- 2008 - Maybe Baby
- 2010 - Ching Ching Ching (solo in Germania)
- 2011 - Little Lion Man
- 2017 - Nothing Compares 2 U
- 2017 - Come Rain or Come Shine
- 2017 - Arms Around You
- 2024 - Dirty Disco
- 2024 - Dance 'N Forget
- 2024 - Satellite Girl

### Fonti
1. 1 2  (EN) Nikka Costa Biography, su imdb.com. URL consultato l'8 marzo 2019 (archiviato l'8 marzo 2019).
2. 1 2 3  Nikka Costa Biography
3. ↑  "Nikka Costa : Nikka Costa: Tour Talk - Rhapsody Music Downloads
4. ↑  "Nikka.Costa" Archiviato il 23 febbraio 2012 in Internet Archive.
5. ↑  ARIA Awards History: Winners by Year - 1997 Archiviato il 22 dicembre 2007 in Internet Archive.
6. ↑   David Roberts, British Hit Singles & Albums, 19th, London, Guinness World Records Limited, 2006,  p. 122, ISBN 1-904994-10-5.
7. ↑  Concord Music Group - Nikka Costa Signs With Stax Records! Archiviato il 28 settembre 2008 in Internet Archive.
8. ↑  (DE) Offizielle Deutsche Charts: Nikka Costa – Ching Ching Ching, su offiziellecharts.de, GfK Entertainment. URL consultato il 26 marzo 2016.
9. ↑  Il nuovo singolo di NIKKA COSTA “Nothing Compares 2 U” da oggi in radio